# The Hunger Games: Songs from District 12 and Beyond
The Hunger Games: Songs from District 12 and Beyond è la colonna sonora ufficiale del film Hunger Games del 2012. L'album contiene canzoni di vari artisti tra cui: Safe & Sound e Eyes Open di Taylor Swift, entrambi pubblicati come singoli; Abraham's Daughter degli Arcade Fire; One Engine dei The Decemberists (pubblicato come singolo promozionale); e Run Daddy Run di Miranda Lambert.
Per chi ha acquistato l'album è stata distribuita come traccia bonus scaricabile il brano Deep in the Meadow (Lullaby) scritto e cantato da Sting. L'album ha debuttato alla prima posizione della Billboard 200 vendendo 175 000 copie nella prima settimana.

## Tracce
1. Arcade Fire – Abraham's Daughter – 3:22
2. The Secret Sisters – Tomorrow Will Be Kinder – 3:25
3. Neko Case – Nothing to Remember – 2:58
4. Taylor Swift – Safe & Sound (feat. The Civil Wars) – 4:00
5. Kid Cudi – The Ruler and the Killer – 4:33
6. Punch Brothers – Dark Days – 3:53
7. The Decemberists – One Engine – 3:01
8. Carolina Chocolate Drops – Daughter's Lament – 2:46
9. The Civil Wars – Kingdom Come – 3:42
10. Glen Hansard – Take the Heartland – 2:45
11. Maroon 5 – Come Away to the Water (feat. Rozzi Crane) – 5:13
12. Miranda Lambert – Run Daddy Run (feat. Pistol Annies) – 2:45
13. Jayme Dee – Rules – 3:27
14. Taylor Swift – Eyes Open – 4:04
15. The Low Anthem – Lover Is Childlike – 4:15
16. Birdy – Just a Game – 4:01

Durata totale: 58:10

## Classifiche
| Classifica (2012) | Posizione massima |
| ----------------- | ----------------- |
| Australia         | 14                |
| Austria           | 61                |
| Belgio (Fiandre)  | 62                |
| Belgio (Vallonia) | 91                |
| Francia           | 168               |
| Norvegia          | 32                |
| Nuova Zelanda     | 13                |
| Stati Uniti       | 1                 |

### Classifiche di fine anno
| Classifica di fine anno (2012) | Posizione |
| ------------------------------ | --------- |
| Stati Uniti                    | 57        |